# Сепе, Крешенцио
Крешенцио Сепе (итал. Crescenzio Sepe; род. 2 июня 1943, Каринаро, Италия) — итальянский куриальный кардинал и ватиканский дипломат. Титулярный архиепископ Градо с 2 апреля 1992 по 21 февраля 2001. Секретарь Конгрегации по делам духовенства с 2 апреля 1992 по 3 ноября 1997. Председатель Peregrinatio ad Petri Sedem с 8 ноября 1997 по 25 июля 2001. Префект Конгрегации евангелизации народов и Великий Канцлер Папского Урбанианского университета с 9 апреля 2001 по 20 мая 2006. Архиепископ Неаполя с 20 мая 2006 по 12 декабря 2020. Кардинал-дьякон с титулярной диаконией Дио-Падре-Мизерикордиозо с 21 февраля 2001 по 20 мая 2006. Кардинал-священник с титулом церкви Дио-Падре-Мизерикордиозо с 20 мая 2006.

## Ранняя жизнь и образование
Родился Крешенцио Сепе 2 июня 1943 года, в Каринаро, в провинции Казерта, в области Кампания.
Окончил семинарию Аверсы, Аверса (среднее и гимназическое образование), Папскую региональная семинария Салерно, Салерно (философия) и Папскую главную римскую семинарию, Рим (богословие), а также, Папский Латеранский университет, Рим (докторантура в богословии и лиценциат в каноническом праве), Университет «La Sapienza», Рим (докторантура в философии), Папскую Церковную академию, Рим (дипломатия). Переведен в диоцез Аверса.

## Священник
12 марта 1967 года Крешенцио Сепе был рукоположён для диоцеза Аверса. Рукоположение провел в Аверсе, Антонио Чече — епископ Аверсы. Продолжение образования в Риме. Доцент священного богословия в Папском Латеранском университете, Рим, отвечая за догматическое богословие, в этом же университете; издал несколько работ по богословию. Поступил на дипломатическую службу Ватикана в 1972 году. Секретарь апостольской нунциатуры в Бразилии в 1972—1975 годах. Призван в Государственный Секретариат Его Святейшества Джованни Бенелли — титулярным архиепископом Тузуро, заместителем Государственного Секретаря Его Святейшества, работал сначала в международной секции, особенно отвечающей за международные организации и в службе информации и документации; позднее в службе «Informazione e Documentazione». Эксперт по общим делам Государственного Секретариата Его Святейшества в 1987—1992 годах. Почётный прелат Его Святейшества с 10 октября 1987 года. Он был также председателем Комиссии по Ватиканской телесвязи.

## Куриальный сановник
2 апреля 1992 избран титулярным архиепископом Градо и назначен секретарем Конгрегации по делам духовенства. Хиротонисан 26 апреля 1992 года, в патриаршей Ватиканской базилике, ординацию провел папа Иоанн Павел II, которому помогали кардинал Франтишек Махарский — архиепископ Краковский и кардинал Анджело Содано — Государственный секретарь Святого Престола.
3 ноября 1997 года он был назван Генеральным секретарем Центрального комитета Великого Юбилея 2000 года. Он был председателем Peregrinatio ad Petri Sedem с 8 ноября 1997 года по 25 июля 2001 года. 9 апреля 2001 года он был назван префектом Конгрегации евангелизации народов. Он также Великий канцлер Папского Урбанианского университета. Создан и объявлен кардиналом-дьяконом с титулярной диаконией Дио-Падре-Мизерикордиозо папой римским Иоанном Павлом II на консистории от 21 февраля 2001 года. Он был одним из кардиналов-выборщиков, которые участвовали в Папском Конклаве 2005, который избрал папу римского Бенедикта XVI.
Член куриальных дикастерий:
- Конгрегаций по делам духовенства, доктрины веры;
- Папских Советов по массовым коммуникациям, по межрелигиозному диалогу, по содействию христианскому единству, по интерпретации законодательных текстов;
- Папской комиссии по Латинской Америке;
- Специального совета по Азии Генерального секретариата Синода епископов.

## Архиепископ Неаполя
Он был назначен архиепископом Неаполя и его сан кардинала-дьякона был поднят pro hac vice к кардиналу-священнику 20 мая 2006 года (это было слишком рано для него, чтобы быть избранным для степени кардиналов-священников, так кардиналом-священником можно стать только после десяти лет пребывания в сане кардинала-дьякона).

## Взгляды
Многие из его незабываемых заявлений появлялись с 1995 года по 1997 год и влекли разногласия с идеей относительно окончания целибата духовенства. В 1995 году он помог осуществить программу распределения священников среди епархий во всем мире, чтобы помочь возместить географическую неустойчивость в призваниях. Он критиковал средства массовой информации в 1995 году за сосредоточение слишком много времени на скандалах, связанных с сексуальными домогательствами священников и игнорированием многого из хорошей работы, делающей большинством духовенства. В том же году он далее сказал, что Ватикан облегчил бы возвращение сотен священников, которые оставили активное служение и заключали брак в гражданских церемониях, но которые были теперь разведёнными или овдовевшими и «искренне жаль» относительно того, что отклонили от их призвания. В 1997 году он сказал, что ослабление правил целибата для священников латинского обряда не будет ослаблять кризиса призваний и не имело бы никакой теологической или пасторской основы. Связанный со своим постом он также активен в евангелизационных усилиях.

## Причины отставки
Переход кардинала Сепе на Неаполитанскую кафедру с поста префекта Конгрегации Евангелизации Народов сделал его первым главой римской дикастерии за десятилетия, который быть послан в епархию и, в глазах некоторых, первой потерей чистки папы римского Бенедикта XVI администрации церкви, которая, как ожидается, приобретет скорость после сентября 2006 года.
Будучи уже архиепископом в 2007 году он обратился к «молодежи итальянской столицы убийств, чтобы вложить в ножны [их] храбрость и передать их ножи в церкви, анонимно и без штрафа»..

## Награды
- Великий офицер ордена «За заслуги перед Итальянской Республикой» (19 ноября 1988 года)[2].
- Бальи Большого Креста чести и преданности Мальтийского ордена
- Кавалер Большого креста ордена Заслуг (Португалия, 21 декабря 1990 года)[3].
- Орден Дружбы[источник не указан 3297 дней] (Армения, 4 апреля 2015 года) — за значительный вклад в укрепление двусторонних связей между Арменией и Святым Престолом, а также за сохранение духовных ценностей[4].

## Разное
Помимо своего родного итальянского языка, он говорит по-английски, по-французски и по-испански.